# باد ویلزناک
شهر باد ویلزناک در ایالت برندنبورگ در کشور آلمان واقع شده است.